# Canton de Bordeaux-6
Le canton de Bordeaux-6 est une ancienne division administrative française du département de la Gironde en région Aquitaine. Située dans l'arrondissement de Bordeaux, elle tient lieu, jusqu'au redécoupage cantonal de 2014, de circonscription d'élection des anciens conseillers généraux.

## Histoire

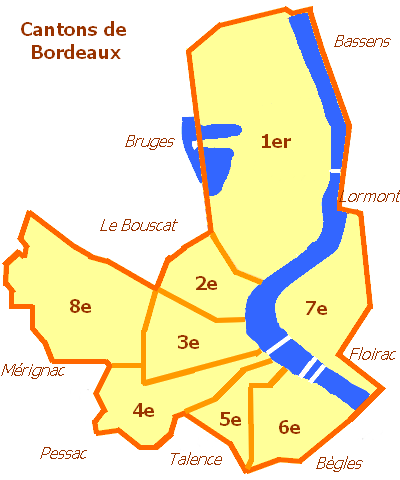
Les huit cantons de Bordeaux entre 1973 et début 2015.

- Le canton de Bordeaux-6 est créé en 1801 en même temps que les cantons de Bordeaux-1 à 5, à la suite de la scission du canton de Bordeaux[1]. En 1888 est créé un septième canton de Bordeaux[1]. Le canton de Bordeaux-6 se compose alors d'une partie sud-est de la ville, en rive gauche de la Garonne, les quartiers de Bordeaux-Sud (Saint-Jean, Belcier, Carle Vernet, Albert 1er, Sacré-Cœur et Sainte-Croix, et de la commune de Bègles jusqu'au 13 juillet 1973, date à laquelle cette commune est rattachée au canton de Bègles nouvellement créé[5],[3].

- De 1840 à 1848, les cantons de Bordeaux-6 et de Carbon-Blanc avaient le même conseiller général. Le nombre de conseillers généraux était limité à 30 par département[6].

- Depuis le redécoupage de 2014 applicable lors des élections départementales de mars 2015, les deux anciens cantons de Bordeaux-6 et de Bordeaux-7 sont fusionnés pour former le nouveau canton de Bordeaux-5[7],[8].

## Géographie
Le canton de Bordeaux-6 est organisé dans la partie sud-est de la commune de Bordeaux. Son altitude varie de 1 m à 42 m pour une altitude moyenne de 6 m.

## Représentation

### Conseillers généraux de 1833 à 2015
| Période | Période | Identité                        | Étiquette                                      | Qualité |
| ------- | ------- | ------------------------------- | ---------------------------------------------- | --- |
| 1833    | 1840    | Paul Portal                     |                                                | Négociant à Bordeaux |
| 1840    | 1845    | M. Ducasse                      |                                                | Juge de paix à Bordeaux |
| 1845    | 1852    | Lodi-Martin Duffour-Dubergier   |                                                | Président de la Chambre de commerce Colonel de la Garde nationale Maire de Bordeaux en 1842                                                                        |
| 1852    | 1861    | Michel Montané                  | Majorité dynastique                            | Négociant à Bordeaux, député (1852-1857) |
| 1861    | 1871    | Pierre-Rodolphe de Pozzi        |                                                | Propriétaire et négociant, armateur, Cenon |
| 1871    | 1913    | Pierre Alfred Delboy            | Républicain radical puis Boulangiste puis Rad. | Ancien juge de paix à La Rochelle Propriétaire, conseiller municipal de Bordeaux                                                                                   |
| 1913    | 1919    | Amédée Saint-Germain            | SFIO                                           | Cheminot, commis principal de la Compagnie du Midi Conseiller municipal de Bordeaux, conseiller d'arrondissement                                                   |
| 1919    | 1925    | Gaston Pradet                   | RG                                             | Propriétaire, négociant en morues et industriel à Bègles |
| 1925    | 1937    | Marc Pinèdre                    | SFIO puis Néo-socialiste                       | Chirurgien-dentiste Adjoint au maire de Bordeaux, Adrien Marquet, conseiller d'arrondissement Franc-maçon                                                          |
| 1937    | 1940    | André Meunier dit André Mureine | SFIO                                           | Instituteur, conseiller d'arrondissement Décédé le 6 décembre 1944 au camp d'Hersbruck                                                                             |
|         |         |                                 |                                                | |
| 1945    | 1949    | René Duhourquet                 | PCF                                            | Électricien à la Compagnie des chemins de fer du Midi Sénateur de 1946 à 1948                                                                                      |
| 1949    | 1955    | Jean Costes                     | RPF puis RS                                    | |
| 1955    | 1961    | René Duhourquet                 | PCF                                            | Maire de Bègles (1959-1971) |
| 1961    | 1967    | Pierre Pineau                   | UNR puis UDR                                   | Adjoint au maire de Bordeaux |
| 1967    | 1973    | Claude Scipion                  | PCF                                            | Cadre à la SEITA Adjoint au maire de Bègles Élu en 1973 dans le canton de Bègles                                                                                   |
| 1973    | 1985    | Pierre Biondini                 | PS                                             | Employé puis cadre à la SNCF |
| 1985    | 1998    | Jean-Claude Barran              | RPR                                            | Agent des PTT, conseiller municipal de Bordeaux Député de 1993 à 1997                                                                                              |
| 1998    | 2015    | Jacques Respaud                 | PS                                             | Enseignant Conseiller municipal de Bordeaux Vice-président du Conseil général Suppléant du député Noël Mamère (2002-2007) Élu en 2015 dans le canton de Bordeaux-5 |

### Conseillers d'arrondissement (de 1833 à 1940)
| Période                                  | Période          | Identité                        | Étiquette           | Qualité |
| ---------------------------------------- | ---------------- | ------------------------------- | ------------------- | --- |
| 1833                                     | 1839             | Jean Baptiste Mathieu           |                     | Notaire, adjoint au maire (et ancien maire en 1800) de Bordeaux                                             |
|                                          |                  |                                 |                     | |
| 1848                                     | ap.1852          | M. Valentin-Dufourcq            |                     | Négociant                                                                                                   |
|                                          |                  |                                 |                     | |
| 1871                                     | 1875 (démission) | J.-B. Lasserre                  | Républicain         | |
|                                          |                  |                                 |                     | |
| 1880                                     | 1887 (démission) | Jean Nouzarède (1843-1932)      | Républicain radical | Conseiller municipal de Bègles, agent voyer                                                                 |
| 6 mars 1887                              | 1892             | J.M. Pontacq                    | Républicain radical | |
| 1892                                     | 1898             | Philippe Lagrange               | POF                 | Conseiller municipal de Bordeaux                                                                            |
| 1898                                     | 1913             | Amédée Saint-Germain            | Républicain radical | Cheminot, conseiller municipal de Bordeaux                                                                  |
| 1913                                     | 1919             | Marc Pinèdre (1882-1954)        | SFIO                | Chirurgien-dentiste, adjoint au maire de Bordeaux                                                           |
| 1919                                     | 1922             | Jean Laplagne                   | Républicain         | |
| 1922                                     | 1925             | Marc Pinèdre                    | SFIO                | Chirurgien-dentiste, adjoint au maire de Bordeaux                                                           |
| 1925                                     | 1934             | Henri Cazalet (1886-1944)       | SFIO puis PSdF      | Cheminot, adjoint au maire puis maire de Bègles                                                             |
| 1934                                     | 1937             | André Meunier dit André Mureine | SFIO                | Instituteur                                                                                                 |
| 1937                                     | 1940             | Jean-Victor Puyo                | SFIO                | Conseiller municipal de Bègles                                                                              |
| 1940                                     |                  |                                 |                     | Les conseils d'arrondissement ont été suspendus par la loi du 12 octobre 1940 et n'ont jamais été réactivés |
| Les données manquantes sont à compléter. |                  |                                 |                     | |

Sources :
journal "La Gironde" sur le site Retronews.
https://gallica.bnf.fr/ark:/12148/cb32782567n/date

## Composition
L'ancien canton de Bordeaux-6, situé dans l'arrondissement de Bordeaux, se compose uniquement d'une partie du sud-est de la commune de Bordeaux et compte 29 789 habitants (population municipale) au 1er janvier 2012.
| Communes | Population (2012) | Code postal | Code Insee |
| -------- | ----------------- | ----------- | ---------- |
| Bordeaux | 29 789 (1)        | 33200       | 33063      |

## Démographie
| 1962 | 1968 | 1975 | 1982 | 1990   | 1999   | 2006   | 2011   | 2012   |
| ---- | ---- | ---- | ---- | ------ | ------ | ------ | ------ | ------ |
| -    | -    | -    | -    | 25 529 | 27 302 | 29 390 | 29 621 | 29 789 |